# Yechouroun
Yechouroun est un mouvement de jeunesse juif orthodoxe créé à Strasbourg en 1926 sous la direction du rabbin Robert Brunschwig,,,,,,. Ce mouvement va avoir une influence importante pour le judaïsme français, dans la formation de ses leaders, dont l'espoir du judaïsme français Samy Klein, les futurs Grands Rabbins Max Warschawski, René Gutman et Gilles Bernheim.

## Histoire du mouvement

### Les débuts

#### Le fondateur Robert Brunschwig
En 1926, le rabbin Robert Brunschwig crée l'Association Sportive Juive de Strasbourg qui devient le mouvement de jeunesse juive orthodoxe Yechouroun,. Le nom de Yechouroun  est le nom biblique du peuple d'Israël. Il est inspiré également du nom du journal publié en Allemand par Samson Raphael Hirsch (1808-1888). L'idéologie du mouvement s'inspire également de la philosophie du judaïsme prônée par Samson Raphael Hirsch, (Torah im Derekh Eretz) (hébreu תורה עם דרך ארץ - 
«Torah et ouverture au monde »).
De Strasbourg le mouvement s'étend en France, en particulier à Paris.
Théo Klein naît le 22 juin 1913 à Paris, 10e de parents alsaciens.Issu d’une famille juive pratiquante, il fréquente assidûment la Communauté Israélite de la Stricte Observance  de la rue Cadet, Synagogue Adas Yereim, durant son enfance. Cette communauté fait partie des Synagogues orthodoxes non-consistoriales.
Lors du déménagement de sa famille à Strasbourg en 1928, il s’attache à la communauté orthodoxe Etz Hayim dirigée alors par son oncle et maître le rabbin Robert Brunschwig. Sous son influence, il adhère au mouvement de jeunesse Yechouroun.

#### Le rôle de Marc Breuer
Arrière petit-fils de Samson Raphaël Hirsch, Marc Breuer est le fils aîné du rabbin Joseph Breuer de Francfort-sur-le-Main. Devant la montée du nazisme, et sur les conseils de son père, Le 2 avril 1933, Marc Breuer quitte l'Allemagne pour la Suisse mais ne peut y rester, car étant sans visa. Il s'installe à Paris, en France, et va jouer un rôle important d'éducation dans le mouvement Yechouroun.
Marc Breuer est inscrit à la Sorbonne dans un cursus d'histoire médiévale et de philosophie juive.

### La déchirure et le sauvetage: la Seconde Guerre mondiale

#### Le rabbin Robert Brunschwig, leader et déporté
Après l'Armistice de 1940, le rabbin Robert Brunschwig reprend son activité d'aumônier à Vichy.
On le trouve ensuite à Lyon, où il s'occupe de la Communauté juive orthodoxe et des juifs dispersés autour de l'agglomération. Il est rabbin d'une petite synagogue rue Duguesclin.
Il participe à la Résistance contre l'occupant allemand,.
Dans l'espoir de le sauver, un faux certificat de citoyenneté salvadorienne fut envoyé au rabbin Brunschwig à Vichy. Comme pour beaucoup d'autres, il est douteux qu'il en ait eu connaissance.
En mai 1944, il est arrêté avec son épouse, Lucy Brunschwig née Meyer, et sa belle mère Rose Meyer. Ils sont déportés à Auschwitz depuis la gare de Bobigny par le convoi no 74 du 20 mai 1944. Ils passent à la chambre à gaz dès leur arrivée à Auschwitz, le 25 mai 1944.

#### Le mouvement Yechouroun durant la guerre
Durant les années 1941-1942, les dirigeants de Yechouroun organisent des camps d'été pour les jeunes Juifs dispersés à travers la France occupée. Des centaines de jeunes sont sauvés et vont former plus tard le noyau du mouvement après la guerre. Parmi ces jeunes on trouve Édith Orner, connue plus tard comme Édith Klein qui reprendra avec son mari Théo Klein la tête du mouvement.
Théo Klein est mobilisé en 1939 comme officier de réserve. Démobilisé après l’Armistice du 22 juin 1940, il s’installe à Limoges où il enseigne les mathématiques à l’Organisation Reconstruction Travail (ORT) et au Petit Séminaire Israélite de Limoges (PSIL) dirigé par le Grand-Rabbin Abraham Deutsch. 
Il s’occupe avec Jacques (Bô) Cohn, Marc Breuer et son frère Moché Catane, de la restructuration du mouvement Yechouroun sous la forme de cours par correspondance sur le judaïsme et  l’organisation des camps de vacances à Montintin,(Haute-Vienne) (1941) et à Ussac (Corrèze) (1942) pour les jeunes juifs isolés et dispersés dans la France occupée par les allemands.

#### Le dernier message de Samy Klein
Le dernier message de Samy Klein, rabbin, aumônier de la jeunesse et des Éclaireurs israélites de France (EIF) (devenu EEIF), Résistant fusillé le 7 juillet 1944, à l'âge de 29 ans, est devenu un texte classique du judaïsme, et du judaïsme français, en particulier.
On le trouve aussi bien dans L'Anthologie juive d'Edmond Fleg (1951),, que dans l'ouvrage Souviens-toi d'Amalec (1974), de Frédéric-Shimon Hammel, mais aussi sur un site internet contemporain des Hassidim de Bratslav (Dynastie hassidique de Bratslav).
Samy Klein « avait été à Strasbourg un militant du mouvement traditionaliste Yechouroun ».
Dans Le dernier message de Samy Klein, écrit à Lyon, le 24 mai 1944 (il ne le sait pas mais le lendemain, le 25 mai 1944, le rabbin Robert Brunschwig et son épouse Lucy sont gazés à leur arrivée à Auschwitz), on trouve le passage suivant :
« Durant ces quatre années, j'ai toujours trouvé cet appui et ces critiques auprès des Jeunes, en particulier, à l'équipe Nationale et à Yechouroun : c'est cela qui m'a mûri, m'a amélioré un peu et m'a permis de faire calmement mon métier. »
Le mercredi 5 juillet 1944, Samy Klein, son cousin Henri Klein, et l'époux de sa cousine Madeleine Elbogen, André Elbogen, sont arrêtés à Saint-Étienne. Ils sont tous les trois fusillés au matin du vendredi 7 juillet 1944 (la veille du 17 Tammouz).
Henri Klein et Madeleine Elbogen sont respectivement le frère et la sœur de Théo Klein. André Elbogen est son beau-frère.

### L'Après-Guerre: le renouveau et l'expansion

#### La deuxième génération: Théo et Édith Klein
Théo Klein se marie en février 1945 avec Édith (Esther) Klein née Orner (c. 19251, Vienne, Autriche - 23 janvier 2006, Jérusalem, Israël), une éducatrice juive orthodoxe française, membre de la Résistance française. 
Après l'Anschluss, l'annexion de l'Autriche par l'Allemagne nazie, le 12 mars 1938, Édith Orner, alors âgée de treize ans, rejoint une sœur installée à Strasbourg.
En 1943, âgée de 18 ans, elle se fiance avec Théo Klein de 12 ans son ainé (ils se marieront à Lyon après la Libération, en février 1945).
Théo Klein fait partie d'une famille de neuf enfants. Il est le frère d'Henri Klein, fusillé par les Allemands à l'âge de 29 ans, de Paul Klein, connu plus tard comme Moché Catane, de Madeleine Elbogen, l'épouse d'André Elbogen, fusillé par les Allemands à l'âge de 22 ans, et déportée à Auschwitz avec sa sœur Claire Klein dans le Convoi n° 66 le 20 janvier 1944 et assassinées à leur arrivée à Auschwitz6. Madeleine n'a pas encore 22 ans et Claire a à peine 20 ans. Théo Klein est le cousin du rabbin Samy Klein, fusillé par les Allemands, à l'âge de 29 ans.
Durant la guerre, Édith rejoint le mouvement Yechouroun. Elle est active dans la Résistance intérieure française à Lyon et à Saint-Étienne
Édith est témoin, à distance, de l'arrestation de Samy Klein, de Henri Klein et d'André Elbogen en juillet 1944 à Saint-Étienne.
Le mercredi 5 juillet, Samy Klein, son cousin Henri Klein et André Elbogen, l'époux de sa cousine Madeleine Elbogen (Klein), prennent le train pour la Haute-Loire dans une petite gare de la banlieue de Saint-Étienne8 (ou dans la gare de Saint-Étienne-Carnot au centre-ville de Saint-Étienne). Il avait été recommandé par le maquis d'éviter la gare centrale, par trop dangereuse.
Samy Klein laisse sur le quai ses deux compagnons, Henri Klein et André Elbogen, tous deux membres du mouvement Yechouroun et va prendre contact avec l'antenne du maquis. Édith, alors âgée de 19 ans, les accompagne tout en restant à distance. Durant la brève absence de Samy, un Juif (on apprendra plus tard qu'il s'appelait Gensburger  lie conversation avec les deux hommes. De loin, Édith aperçoit que sur un signe de Gensburger, des hommes en civil emmènent Henri Klein et André Elbogen. Elle veut alors prévenir Samy Klein mais ne réussit pas et il tombe à son tour dans la souricière.
Théo Klein avait été nommé professeur de physique-chimie en 1938 à Colmar, où il enseigne un an seulement, à cause de la déclaration de la guerre et sa mobilisation. Après la Libération, Théo Klein rejoint son poste à Colmar. Parallèlement à ses activités professionnelles, il s’occupe, avec son épouse, de la jeunesse juive de la ville, multipliant les cours tout en continuant à diriger Yechouroun.
Eliezer Shavit définit le Colmar de cette époque comme « un petit yishouv d'après-guerre ».
En 1965, il est muté à Strasbourg au Lycée Fustel de Coulanges, il enseigne également à l’école juive École Aquiba et, à titre bénévole, à la Yechiva Eshel. Il y poursuit avec son épouse son travail d'animation et de transmission à la tête de Yechouroun jusqu'aux années 1970.
Les activités menées tout au long de l'année trouvent leur aboutissement dans des colonies d'été accueillant des jeunes de tous les milieux mais résolument ancrées dans le judaïsme orthodoxe. Il organise aussi des séminaires (Les « camps idéologiques ») où de nombreux rabbins seront invités à participer activement.
En 1989, Théo et Édith Klein s’installent à Jérusalem, en Israël. Le couple élevera six enfants.
Édith meurt le 23 janvier 2006 à Jérusalem.

#### La troisième génération: Henri et Liliane Ackermann
À la suite de Théo Klein, Henri Ackermann et Liliane Ackermann prennent la relève à la tête du mouvement Yechouroun.
Henri Ackermann est né de parents alsaciens de vieille souche, Théo Ackermann (né à Strasbourg, le 22 avril 1893) et Alice Meyer (née à Mulhouse, le 20 septembre 1897). Il devient Pupille de la nation, car son père déporté de Lyon par le Convoi 70 parti de la gare de Bobigny (en date du 27 mars 1944) est « mort pour la France » dès son arrivée à Auschwitz le 30 mars 1944. Son père dirigeait l'entreprise Samuel ACKERMANN -Papiers Cartons en gros, située quai Kléber à Strasbourg.
Il reçoit une éducation juive très poussée dès sa tendre jeunesse. Après la Seconde Guerre mondiale, de 1947 à 1951, il continue son éducation juive à l'Institut Supérieur Talmudique (la Yechiva d'Aix-les-Bains), en Savoie.
Après son Baccalauréat, section Philosophie, en 1951, il entreprend, de 1952 à 1959, ses études en chirurgie dentaire à l'Université de Strasbourg. Il pratique d'abord dans la région de Strasbourg, puis s'installe à Wasselonne. À cet endroit il n'y avait pas de cabinet dentaire à l'époque. Il va pratiquer sa profession pendant plus d'une trentaine d'années (1960 à 1996), au service de patients qui habitent localement et d'autres qui se déplacent de Strasbourg.
Henri Ackermann est un neveu du rabbin Robert Brunschwig, le fondateur de Yechouroun.
Membre de Association Yechouroun  depuis 1952, Henri Ackermann en devient le Président, à partir de 1977 succédant ainsi à son cousin Théo Klein.
En 1959, Henri Ackermann épouse Liliane Aimée Weil (Liliane Ackermann). Ensemble pendant un demi-siècle ils vont travailler pour établir un judaïsme vivant et dynamique à Strasbourg et au niveau national.
Ils prennent en charge en 1959 le mouvement de jeunesse religieux Yechouroun, avec la direction de colonies de vacances d'été et d'hiver (dès 1952, il animait ces colonies de vacances), en plus d'activités à l'année longue. Ces colonies ont un rayonnement important. Parmi ceux qui y participent on note entre autres le futur Grand-rabbin de France Gilles Bernheim et le futur Grand Rabbin de Strasbourg René Gutman.
En 1972, Henri et Liliane Ackermann prennent totalement en charge Yechouroun.

### Halakha: l'opinion du rabbin Yechiel Yaakov Weinberg
Marc Breuer raconte que :

« Toutes nos activités étaient mixtes -garçons et filles et le tout selon la halakha. Jamais eu le moindre reproche ou critique nous est parvenu même de la part des leaders orthodoxes ou des rabbonim [rabbins] éminents. Je possède toujours des photos du défunt Rabbin Munk de Paris ou du fameux leader de l'Agudah, le Dr Ehrmann et du Grand-rabbin de Strasbourg Deutsch (un des héros de la résistance contre les Allemands) qui sont venus nous visiter et nous parler au camp. Un jour une question se posa : Est-ce que le chant en commun [i.e.garçons et filles chantant ensemble] peut poser un problème [de Halakha] Kol Isho? J'écrivis une longue lettre au rav Yechiel Weinberg connu mondialement (auteur du Seridei Eish)qui vivait à l'époque à Montreux. Il m'a écrit une teshuva (réponse de halakha) dont l'essence est que tant que les garçons et les filles chantent ensemble, et que le but n'est pas de « divertissement » mais dans l'esprit de la tradition juive, aucun problème ne se pose. Sa réponse à notre demande de renseignements fut publiée dans son sefer [ouvrage, i.e. le Seridei Eish], où il cite Yechouroun et il n'a que des mots d'éloges pour notre travail. Ainsi était le Rav Weinberg, Chad Be'Doro [Unique dans sa génération].
Toute l'entreprise était un vrai travail d'amour, d'idéalisme et de consécration à la cause de l'éducation de jeunes garçons et filles dans le judaïsme et la Torah. »

Dans sa thèse de doctorat publiée en 2007 et portant sur la vie et l'œuvre du rabbin Yechiel Yaakov Weinberg, Marc B. Shapiro examine son opinion halakhique sur Yechouroun :
« Il y a un autre responsum [singulier de responsa, opinions halakhiques où la même sensibilité aux questions féminines apparaît, aussi bien que la conviction, que à l'intérieur des paramètres de la halakha, l'Orthodoxie doit s'adapter à son époque afin d'assurer la loyauté continue de ses adhérents et pour réaliser les objectifs éducatifs rendus nécessaires par la modernité. » Dans Seridei esh, ii, no.8, Weinberg discute de la justesse halakhique du mouvement de jeunesse Yechouroun en France. Cette organisation, qui s'est inspirée du modèle de mouvements de jeunesse orthodoxes allemands, était mixte et permettait aux filles de chanter dans ses réunions. Ces deux aspects en ont fait le sujet d'attaques par les segments d'extrême droite de l'orthodoxie française - attaques perçues par Weinberg comme symptomatiques de leur myopie et du manque d'intérêt pour la communauté en général. Il répondit très fermement à ces opposants, notant que bien qu'ils ne soient concernés que par leurs propres enfants, ils n'avaient aucune assurance que ces derniers ne s'éloignent pas également vu les tendances anti-religieuses répandues dans le judaïsme français.

### Reconnaissance
Dans son discours durant la cérémonie de son investiture de Grand-rabbin de France, le dimanche 1er février 2009, Gilles Bernheim déclare:
« Je veux rappeler ce que je dois aux responsables du mouvement de jeunesse Yechouroun dont je suis issu.  Théo et Édith Klein de mémoire bénie, Liliane Ackermann de mémoire bénie et l'ami qui m'est si proche, Henri Ackermann. »

## Activités
Yechouroun organise des camps de jeunesse,,,,,.

## Publications de Yechouroun
- Revue mensuelle Yechouroun[51],[52],[53],[54].
- Carnet de Chants Yechouroun. Tefilot. Strasbourg, 1960[55],[56], 1966[57].
- Henri Ackermann. Tradition et Transmission. Association Yechouroun, 1991[58].
- Vivre ensemble. Je suis, tu as. Association Yechouroun, 1994[59].
- Liliane Ackermann. La nourriture. Association Yechouroun[60].

## Témoignages
Dans ses Mémoires publiés en 1994, Elie Wiesel raconte son séjour à Ambloy (Loir-et-Cher):
« Un groupe d'intellectuels juifs religieux, Yeshurun (Yechouroun), vient souvent passer le Shabbat avec nous. J'assiste aux réunions, sans doute trop savantes, avec un sentiment d'exclusion : je ne comprends pas leur français. Parmi eux, Marc Breuer, fils et petit-fils de rabbins; Théo Dreyfus, auteur d'un ouvrage sur le Maharal de Prague, deviendra directeur de l'école Maïmonide avant d'émigrer en Palestine; Benno Gross, autre élève d'André Neher, enseignera à l'université Bar-Ilan et Lucien Lazare écrira des ouvrages importants sur la Résistance juive et les Justes non juifs en France. »

## Personnalités liées à Yechouroun
- Jeannette Ackermann
- Liliane Ackermann
- Jean-Paul Bader
- Gilles Bernheim
- Marc Breuer
- Robert Brunschwig
- Moché Catane
- Jacques Cohn
- Marcus Cohn
- Marguerite Cohn
- Théo Dreyfus
- Josy Eisenberg
- Marc Eisenberg
- André Elbogen
- Madeleine Elbogen
- Benjamin Gross
- Jacquot Grunewald
- René Gutman
- Amélie Jakobovits
- Roger Kahn
- Édith Klein
- Henri Klein
- Samy Klein
- Théo Klein
- Lucien Lazare
- Simon Levitte
- Elie Munk
- André Neher
- Bernard Picard
- Jean-Jacques Samuel
- Max Warschawski[69]
- Mireille Warshawski
- Yechiel Yaakov Weinberg
- Richard Wertenschlag
- Elie Wiesel
- Aron Wolf
- Gaby Wolff - Niny[70].